# BBIX
BBIX株式会社（ビービーアイエックス 英: BBIX, Inc.）は日本の商用インターネットエクスチェンジ(IX)の運用や、IPv6インターネットサービスの提供などを行う事業会社である。

## 概要
2003年6月13日に”No Peering, No Internet”をスローガンに事業を拡大し、国内外の多くのインターネット企業に相互接続の場を提供している。
同社はソフトバンク株式会社の100%子会社でありながら、キャリアフリーIXとして広く加入者に対してIXサービスを提供しており、その顧客には大手国内通信キャリアのみならず、海外の通信キャリアや大手コンテンツ事業者、とくにアジア系コンテンツなどを多く抱えることなどを特徴としている。
現在の本社所在地は東京都港区六本木である。IXとしての接続拠点は東京セグメントではNTTデータ大手町ビル（東京都千代田区）とComspace I（東京都中央区）をはじめ、仙台、沖縄などがある。また大阪セグメントではNTTデータ堂島（大阪府大阪市）やエクイニクスOS1（大阪府大阪市）などでIXサービスを提供している。
その他、海外にも積極的に進出しており、日本国外では、香港、シンガポール、オランダ、フランス、イギリス、米国でのIX事業も手がけている。2018年にはタイの大手データセンター事業者True IDC社と合弁会社であるBBIX Thailandを開設し、東南アジアのハブとして同国の重要性を高めるべく事業活動を行っている。
近年では、海外の移動体通信事業者を対象にした相互接続サービスや、SMS事業、クラウド接続事業、マネージドサービスなどの領域にも進出しており、インターネットエクスチェンジの枠を超えた総合的なエクスチェンジサービスプロバイダーとしての色を強く打ち出している。
また、ネットワーク事業者の情報交換・意見交換や交流の場として、BGP Meeting (BGP = “Borderless Group of Peering”の意)というイベントを定期開催している。

## 沿革
- 2003年
  - 6月 - 「BBIX株式会社」設立
  - 7月 -  東京でのIXサービス提供開始
  - 9月 -  大阪でのIXサービスを提供開始
- 2009年
  - 12月 - IPv6インターネット接続機能に係る接続事業者に選定
- 2010年
  - 2月 - 「IPv6 for Everybody!」構想を発表
  - 4月 - 「6RD」技術によるIPv6インターネットサービスの提供を開始
  - 9月 -   IPv6ネットワーク上でのインターネットサービス提供を目的としたIPv6トライアル「Touch the IPv6」を開始
- 2012年
  - 3月 -   IPv6 IPoE接続を利用したIPv6ローミングサービスを提供開始
- 2014年
  - 10月 - 香港、シンガポールの海外子会社によるIXサービス提供開始
- 2016年
  - 7月 -   沖縄でのIXサービス提供開始
- 2018年
  - 8月 -   True IDC社との現地合弁会社によるタイでのIXサービス提供開始
- 2020年
  - 1月 -   米国と欧州の海外子会社によるIXサービス提供開始
  - 11月 - 仙台でのIXサービス提供開始
  - 12月 - 福岡でのIXサービス提供開始